# Krause-Körperchen

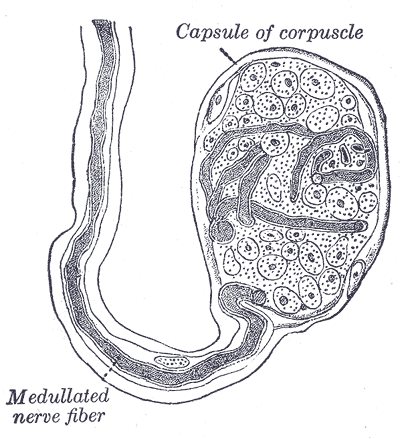
Krause-Endkolben

Der Krause-Endkolben, benannt nach Wilhelm Krause (1833–1910), ist ein so genannter Mechanorezeptor, der sich im oberen Bereich der Lederhaut befindet. Es handelt sich um eine kleinere Variante des Vater-Pacini-Körperchens.
Das Krause-Körperchen besitzt eine Kugelform, wobei es aus mehreren Schichten besteht, der Außenschicht mit durchlässigen Kammern und dem Innenhof mit dem eigentlichen Rezeptor. Es ist ein schnell adaptierender Mechanorezeptor, der auf Geschwindigkeitsänderungen reagiert und zählt zusammen mit dem Vater-Pacini-Körperchen zu den Beschleunigungssensoren.